# Carlo Archinto
Carlo Archinto, comte de Tainate (né le 30 juillet 1670 à Milan - mort le 17 décembre 1732) était un noble italien de la fin de XVIIe et du début du XVIIIe siècle, épris de culture, qui fut un mécène à travers les institutions culturelles qu'il fonda, pour soutenir soutint les sciences et les beaux-arts.

## Biographie
Héritier d'une riche famille de banquiers milanais et grand propriétaire terrien, Carlo Archinto fonda en 1702 à Milan une académie, l'Accademia dei Cavalieri, qui embrassait dans ses travaux les sciences et les beaux-arts. Il est également à l'origine, quelques années plus tard, de la Société palatine (Società Palatina), association de riches seigneurs amis des lettres (parmi eux Filippo Argelati, Donato Silva, Carlo Pertusati, Alessandro Teodoro Trivulzio, etc.), qui se réunissaient dans son palais de la via Olmetto et firent imprimer à leurs frais plusieurs ouvrages importants.
Il fut fait grand d'Espagne et chevalier de la Toison d'or.